# محوطه و گورستان چم سردره
محوطه و قبرستان چم سردره مربوط به دوره اشکانیان است و در شهرستان مریوان، روستای رشه ده واقع شده و این اثر در تاریخ ۲۷ مرداد ۱۳۸۲ با شمارهٔ ثبت ۹۶۳۷ به‌عنوان یکی از آثار ملی ایران به ثبت رسیده است.